# Leïla Maknoun
Leïla Maknoun (* 19. Januar 1992 in Paris) ist eine tunesisch-französische Fußballspielerin.

## Karriere

### Verein
Maknoun startete ihre Karriere für Gennevilliers CSM. Anschließend wechselte sie zu CS Blanc-Mesnil und spielte die Saison 2009/10 in 16 Spielen in der Division 3 für den Verein. Im Sommer 2010 verließ sie Le Blanc-Mesnil und unterschrieb bei Paris Saint Germain, wo sie in der DH für deren U-19 Team spielte.
Im Sommer 2012 rückte sie in das Profiteam auf und gab im Alter von 19 Jahren am 23. September 2012 ihr Profidebüt in der Division 1 Féminine gegen die AS Saint-Étienne. Nachdem Maknou nur zu einem Einsatz bei Paris Saint-Germain gekommen ist, verkündete sie am 19. Oktober 2013 ihren Wechsel zum Ligarivalen EA Guingamp. Maknoun erzielte 7 Tore in 11 Spielen, bevor sie zum FF Issy wechselte. Bei dem Erstligaaufsteiger kam sie allerdings 2014/15 zu keinem einzigen Einsatz.

### Nationalmannschaft
Sie spielte bis 2012 in der U-19 und U-20 von Tunesien. Maknoun gab im Januar 2012 ihr A-Länderspiel Debüt gegen die marokkanische Fußballnationalmannschaft der Frauen.